# Faux Départ (film, 2010)
 (juin 2017).
Si vous disposez d'ouvrages ou d'articles de référence ou si vous connaissez des sites web de qualité traitant du thème abordé ici, merci de compléter l'article en donnant les références utiles à sa vérifiabilité et en les liant à la section « Notes et références ».
Pour les articles homonymes, voir Faux Départ.
Pour plus de détails, voir Fiche technique et Distribution.
Faux Départ (sous-titré Enquête sur les expériences de mort imminente) est un documentaire réalisé par Sonia Barkallah et produit par S17 Production, sorti en 2010 en DVD.

## Présentation
Faux Départ est un documentaire écrit, produit et réalisé en 2009 par Sonia Barkallah. Ce film, entièrement consacré au phénomène des EMI (expériences de mort imminente ou NDE en anglais), est un travail de 4 ans d'enquête auprès de scientifiques, médecins et personnes qui ont vécu une EMI. 
Depuis 2010, Faux Départ est utilisé comme outil thérapeutique dans l'unité de soins palliatifs du CHU de La Timone à Marseille, où il aide à accompagner les patients et leurs familles face aux expériences de mort imminente. À l'Université de Strasbourg, le film est intégré dans le cadre du Diplôme interuniversitaire de soins palliatifs et d’accompagnement, servant d’outil pédagogique pour illustrer les concepts de l’accompagnement psychologique et spirituel en fin de vie.

## Fiche technique
- Réalisateur : Sonia Barkallah
- Montage : Léanie Guérette
- Producteur : S17 Production
- Distribution : S17 Production
- Budget : 170 000 €
- Format : couleur • DVCAM 16/9
- Langue : français
- Pays d'origine :  France
- Narrateurs / Voix off : Christian Fromont

## Intervenants
- Raymond Moody
- Pim van Lommel
- Sam Parnia
- Jean-Pierre Postel
- Éric Dudoit